# رئیس‌جمهور یمن
رئیسِ جمهوری یمن (به عربی: رئيس الجمهورية اليمنية) رئیس کشور یمن است. طبق قانون اساسی یمن، رئیس‌جمهور فرمانده کل نیروهای مسلح است و در رأس قوهٔ مجریه حکومت یمن قرار دارد.
از ۷ آوریل ۲۰۲۲، اختیارات رئیس‌جمهور توسط شورای رهبری ریاست جمهوری به ریاست یک رئیس، اعمال می‌شود. رئیس شورای رهبری ریاست جمهوری دارای اختیارات گسترده‌ای است، از جمله توانایی فرماندهی یک‌جانبه ارتش و انتصاب فرمانداران و سایر مقامات مهم.
اولین و طولانی‌ترین رئیس‌جمهور یمن متحد، علی عبدالله صالح و دومین رئیس‌جمهور عبدربه منصور هادی بود که در ۲۷ فوریه ۲۰۱۲ به قدرت رسید. قانونی بودن ادعای ریاست‌جمهوری او زیر سؤال است. او تنها نامزد انتخابات ۲۰۱۲ بود و پایان دوره او، ابتدا برای ۲۷ فوریه ۲۰۱۴ تعیین شده بود اما ریاست او برای یک سال دیگر تمدید شد. با این حال، وی پس از پایان دوره مسئولیت خود، در قدرت باقی ماند و در ۲۲ ژانویه ۲۰۱۵ استعفای خود را تحویل داد. او مجدداً تأکید کرد که قصد دارد دو هفته بعد استعفا دهد. پس از استعفای وی، حوثی‌ها، کمیته عالی انقلاب حکومت را بر عهده گرفتند. با این حال، در ۲۱ فوریه ۲۰۱۵، منصور هادی دوباره خود را به عنوان رئیس‌جمهور در عدن معرفی کرد. در ۷ آوریل ۲۰۲۲، هادی در یک سخنرانی تلویزیونی استعفا داد و معاونش را برکنار کرد و اختیارات رئیس‌جمهور و معاون او را با به شورای رهبری ریاست جمهوری و رشاد علیمی (وزیر کشور سابق در دوره ریاست‌جمهوری علی عبدالله صالح) به عنوان رئیس شورا تحویل داد. ادعای جناح منصور هادی برای ریاست‌جمهوری توسط مهدی المشاط از جناح حوثی‌ها و شورای عالی سیاسی که تنها توسط ایران به رسمیت شناخته شده است، مورد اعتراض قرار گرفته است. رشاد علیمی در ۲۹ آوریل ۲۰۲۲ در جریان یک سفر رسمی از عربستان سعودی برای قدردانی از حمایت و تلاش‌های عربستان در یمن و منطقه و برقراری صلح، با پادشاه و ولیعهد عربستان، دیدار کرد.

## فهرست رئیس‌جمهورها

### جمهوری عربی یمن(۱۹۶۲–۱۹۹۰)
|                                      | تصویر                     | نام (تولد–مرگ)                             | انتخاب‌شدن                 | دوره نمایندگی                   | دوره نمایندگی             | دوره نمایندگی                   | حزب سیاسی |
| آغاز به کار                          | تصویر                     | نام (تولد–مرگ)                             | انتخاب‌شدن                 | پایان کار                       | مدت ریاست                 |                                 | حزب سیاسی |
| President of the Republic            | President of the Republic | President of the Republic                  | President of the Republic | President of the Republic       | President of the Republic | President of the Republic       |           |
| ------------------------------------ | ------------------------- | ------------------------------------------ | ------------------------- | ------------------------------- | ------------------------- | ------------------------------- | --------- |
|                                      |                           | Abdullah al-Sallal (1917–1994)             | ۲۷ سپتامبر ۱۹۶۲           | 5 November 1967 (deposed.)      | ۵ سال، ۳۹ روز             | Military                        |           |
| Chairman of the Republican Council   |                           |                                            |                           |                                 |                           |                                 |           |
|                                      |                           | Abdul Rahman al-Eryani (1910–1998)         | ۵ نوامبر ۱۹۶۷             | 13 June 1974 (deposed.)         | ۶ سال، ۲۲۰ روز            | Independent                     |           |
| President of the Republic            |                           |                                            |                           |                                 |                           |                                 |           |
|                                      |                           | Ibrahim al-Hamdi (1943–1977)               | ۱۳ ژوئن ۱۹۷۴              | 11 October 1977 (assassinated.) | ۳ سال، ۱۲۰ روز            | Military                        |           |
|                                      |                           | Ahmad al-Ghashmi (1938–1978)               | ۱۱ اکتبر ۱۹۷۷             | 24 June 1978 (assassinated.)    | ۲۵۶ روز                   | Military                        |           |
| Chairman of the Presidential Council |                           |                                            |                           |                                 |                           |                                 |           |
|                                      |                           | Abdul Karim Abdullah al-Arashi (1934–2006) | ۲۴ ژوئن ۱۹۷۸              | ۱۸ ژوئیه ۱۹۷۸                   | ۲۴ روز                    | Independent                     |           |
| President of the Republic            |                           |                                            |                           |                                 |                           |                                 |           |
|                                      |                           | Ali Abdullah Saleh (1947–2017)             | 18 July 1978              | 22 May 1990                     | ۱۱ سال، ۳۰۸ روز           | Military (until 24 August 1982) |           |
|                                      | General People's Congress | Ali Abdullah Saleh (1947–2017)             | 18 July 1978              | 22 May 1990                     | ۱۱ سال، ۳۰۸ روز           |                                 |           |

### جمهوری دموکراتیک خلق یمن(۱۹۶۷–۱۹۹۰)
|                                                           | تصویر                     | نام (تولد–مرگ)                        | انتخاب‌شدن                 | دوره نمایندگی                | دوره نمایندگی             | دوره نمایندگی                                       | حزب سیاسی |
| آغاز به کار                                               | تصویر                     | نام (تولد–مرگ)                        | انتخاب‌شدن                 | پایان کار                    | مدت ریاست                 |                                                     | حزب سیاسی |
| President of the Republic                                 | President of the Republic | President of the Republic             | President of the Republic | President of the Republic    | President of the Republic | President of the Republic                           |           |
| --------------------------------------------------------- | ------------------------- | ------------------------------------- | ------------------------- | ---------------------------- | ------------------------- | --------------------------------------------------- | --------- |
|                                                           |                           | Qahtan Muhammad al-Shaabi (1920–1981) | ۳۰ نوامبر ۱۹۶۷            | 22 June 1969 (deposed.)      | ۱ سال، ۲۰۴ روز            | National Liberation Front                           |           |
| Chairman of the Presidential Council                      |                           |                                       |                           |                              |                           |                                                     |           |
|                                                           |                           | Salim Rubai Ali (1935–1978)           | ۲۳ ژوئن ۱۹۶۹              | 26 June 1978 (assassinated.) | ۹ سال، ۳ روز              | National Liberation Front                           |           |
|                                                           |                           | Ali Nasir Muhammad (born 1939)        | ۲۶ ژوئن ۱۹۷۸              | ۲۷ دسامبر ۱۹۷۸               | ۱۸۴ روز                   | National Liberation Front (until 21 December 1978.) |           |
|                                                           | Yemeni Socialist Party    | Ali Nasir Muhammad (born 1939)        | ۲۶ ژوئن ۱۹۷۸              | ۲۷ دسامبر ۱۹۷۸               | ۱۸۴ روز                   |                                                     |           |
| Chairman of the Presidium of the Supreme People's Council |                           |                                       |                           |                              |                           |                                                     |           |
|                                                           |                           | Abdul Fattah Ismail (1939–1986)       | ۲۷ دسامبر ۱۹۷۸            | 21 April 1980                | ۱ سال، ۱۱۶ روز            | Yemeni Socialist Party                              |           |
|                                                           |                           | Ali Nasir Muhammad (born 1939)        | ۲۶ آوریل ۱۹۸۰             | 24 January 1986 (deposed.)   | ۵ سال، ۲۷۳ روز            | Yemeni Socialist Party                              |           |
|                                                           |                           | Haidar Abu Bakr al-Attas (born 1939)  | 24 January 1986           | 22 May 1990                  | ۴ سال، ۱۱۸ روز            | Yemeni Socialist Party                              |           |

#### جمهوری دموکراتیک یمن(۱۹۹۴)
|             | تصویر | نام (تولد–مرگ)                                | انتخاب‌شدن   | دوره نمایندگی | دوره نمایندگی | دوره نمایندگی          | حزب سیاسی |
| آغاز به کار | تصویر | نام (تولد–مرگ)                                | انتخاب‌شدن   | پایان کار     | مدت ریاست     |                        | حزب سیاسی |
| ----------- | ----- | --------------------------------------------- | ----------- | ------------- | ------------- | ---------------------- | --------- |
|             |       | Ali Salem al Beidh (born 1939) (in rebellion) | 21 May 1994 | 7 July 1994   | ۴۷ روز        | Yemeni Socialist Party |           |

#### تجزیه‌طلبیمجلس انتقالی جنوبی(۲۰۱۷–اکنون)
|             | تصویر | نام (تولد–مرگ)                                 | انتخاب‌شدن  | دوره نمایندگی | دوره نمایندگی  | دوره نمایندگی     | حزب سیاسی |
| آغاز به کار | تصویر | نام (تولد–مرگ)                                 | انتخاب‌شدن  | پایان کار     | مدت ریاست      |                   | حزب سیاسی |
| ----------- | ----- | ---------------------------------------------- | ---------- | ------------- | -------------- | ----------------- | --------- |
|             |       | Aidarus al-Zoubaidi (born 1967) (in rebellion) | ۱۱ مه ۲۰۱۷ | Incumbent     | ۷ سال، ۳۰۶ روز | Southern Movement |           |

### جمهوری یمن(پس از به هم پیوستنیمن شمالیویمن جنوبی، ۱۹۹۰–اکنون)
وضعیت
|                                  | تصویر            | نام (تولد–مرگ)                       | انتخاب‌شدن                                | دوره نمایندگی    | دوره نمایندگی              | دوره نمایندگی    | حزب سیاسی           |
| آغاز به کار                      | تصویر            | نام (تولد–مرگ)                       | انتخاب‌شدن                                | پایان کار        | مدت ریاست                  |                  | حزب سیاسی           |
| رئیس‌جمهور جمهوری                 | رئیس‌جمهور جمهوری | رئیس‌جمهور جمهوری                     | رئیس‌جمهور جمهوری                         | رئیس‌جمهور جمهوری | رئیس‌جمهور جمهوری           | رئیس‌جمهور جمهوری | رئیس‌جمهور جمهوری    |
| -------------------------------- | ---------------- | ------------------------------------ | ---------------------------------------- | ---------------- | -------------------------- | ---------------- | ------------------- |
|                                  |                  | علی عبدالله صالح (۱۹۴۷–۲۰۱۷)         | انتخابات ریاست‌جمهوری یمن (۱۹۹۹) و (۲۰۰۶) | ۲۲ می ۱۹۹۰       | ۲۷ فوریه ۲۰۱۲ (استعفا داد) | ۲۱ سال، ۲۸۱ روز  | کنگره عمومی خلق یمن |
|                                  |                  | عبدربه منصور هادی (متولد ۱۹۴۵)       | —                                        | ۴ ژوئن ۲۰۱۱      | ۲۳ سپتامبر ۲۰۱۱            | ۱۱۱ روز          | کنگره عمومی خلق یمن |
| ۲۳ نوامبر ۲۰۱۱                   | ۲۷ فوریه ۲۰۱۲    | عبدربه منصور هادی (متولد ۱۹۴۵)       | —                                        | ۹۶ روز           |                            |                  | کنگره عمومی خلق یمن |
| انتخابات ریاست جمهوری یمن (۲۰۱۲) | ۲۷ فوریه ۲۰۱۲    | عبدربه منصور هادی (متولد ۱۹۴۵)       | ۷ آوریل ۲۰۲۲ (استعفا داد)                | ۱۰ سال، ۳۹ روز   |                            |                  | کنگره عمومی خلق یمن |
| رئیس شورای رهبری ریاست جمهوری    |                  |                                      |                                          |                  |                            |                  |                     |
|                                  |                  | رشاد علیمی (متولد ۱۹۵۴)              | —                                        | ۷ آوریل ۲۰۲۲     | متصدی                      | ۲ سال، ۳۴۰ روز   | کنگره عمومی خلق یمن |
| رئیس کمیته عالی انقلاب           |                  |                                      |                                          |                  |                            |                  |                     |
|                                  |                  | محمد علی حوثی (متولد ۱۹۷۹) (در شورش) | —                                        | ۶ فوریه ۲۰۱۵     | ۱۵ اوت ۲۰۱۶                | ۱ سال، ۱۹۱ روز   | جنبش حوثی‌ها         |
| رئیس شورای عالی سیاسی            |                  |                                      |                                          |                  |                            |                  |                     |
|                                  |                  | صالح صماد (۱۹۷۹–۲۰۱۸) (در شورش)      | —                                        | ۱۵ اوت ۲۰۱۶      | ۱۹ آوریل ۲۰۱۸ (کشته شد)    | ۱ سال، ۲۴۷ روز   | جنبش حوثی‌ها         |
|                                  |                  | مهدی المشاط (متولد ۱۹۸۶) (در شورش)   | —                                        | ۲۵ آوریل ۲۰۱۸    | متصدی                      | ۶ سال، ۳۲۴ روز   | جنبش حوثی‌ها         |